# Francesco Mazzei
Francesco Mazzei est un producteur, scénariste, réalisateur et écrivain italien.

## Biographie
Francesco Mazzei a été producteur de la maison de production Julia Film. À ce titre, il a participé à trois mondo au début des années 1960. Plus tard, il a également été producteur de quelques films de genre ; en 1972, il a en outre écrit et réalisé le giallo La Proie des nonnes. Dans les années qui suivent, il quitta le cinéma et écrivit des romans historiques.

## Filmographie

### Producteur
- 1960 : Les Nuits du monde (Il mondo di notte) de Luigi Vanzi
- 1961 : Tous les plaisirs du monde (Il mondo di notte numero 2) de Gianni Proia
- 1963 : Monde de nuit (Il mondo di notte numero 3) de Gianni Proia
- 1964 : Bianco, rosso, giallo, rosa de Massimo Mida (it)
- 1967 : La Ceinture de chasteté (La cintura di castità) de Pasquale Festa Campanile
- 1970 : Une jeune fille nommée Julien (La ragazza di nome Giulio) de Tonino Valerii
- 1971 : Sergent Klems (Il sergente Klems) de Sergio Grieco
- 1971 : Un polyvalent pas comme les autres (Stanza 17-17 palazzo delle tasse, ufficio imposte) de Michele Lupo

### Réalisateur
- 1972 : La Proie des nonnes (L'arma l'ora il movente)

### Scénariste
- 1970 : Une jeune fille nommée Julien (La ragazza di nome Giulio) de Tonino Valerii
- 1971 : Sergent Klems (Il sergente Klems) de Sergio Grieco
- 1972 : La Proie des nonnes (L'arma l'ora il movente) de Francesco Mazzei
- 1974 : Convoi de femmes de Pierre Chevalier

## Publications
- 1980 : Cola di Rienzo
- 1983 : Messalina[2]
- 1994 : Camelie rosse
- 2001 : Le braccia del mondo